# 浜田弘
浜田 弘（はまだ ひろし、1899年（明治32年）3月31日 - 1983年（昭和58年）10月8日）は、大日本帝国陸軍軍人。最終階級は陸軍少将。

## 経歴
愛媛県出身。1920年（大正9年）5月、陸軍士官学校第32期卒業。1929年（昭和4年）陸軍大学校第41期卒業。
支那派遣軍参謀として支那事変に出動したのち、陸軍歩兵学校教官を経て、1941年（昭和16年）3月、陸軍大佐に進み、第37師団参謀長に補される。ついで南京政府軍事顧問に転じ、歩兵第232連隊長となる。大東亜戦争に入ると南方軍隷下の第29軍政監部総務部長に就任し、同軍の第94師団参謀長を経て、終戦時は第25軍政監部総務部長としてスマトラ・ブキティンギにあった。この間、1945年（昭和20年）6月10日、陸軍少将に進級した。
1948年（昭和23年）1月31日、公職追放仮指定を受けた。